# Chiesa di San Clemente a Sociana

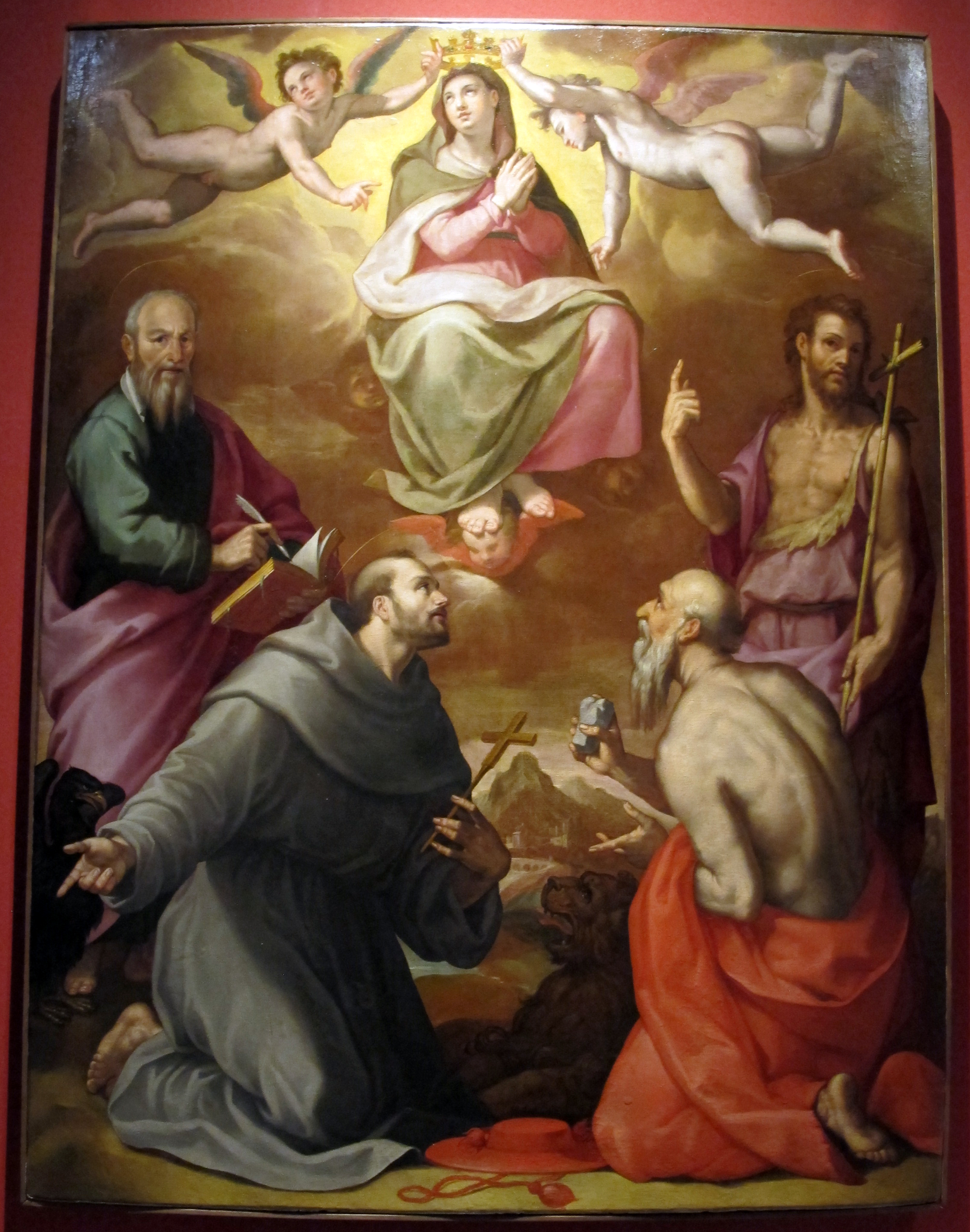
La pala di Girolamo Macchietti

La chiesa di San Clemente a Sociana si trova a San Clemente nel comune di Reggello (FI).
La chiesa si trova nella parte superiore della frazione ed è inserita nel Vicariato fiorentino. Nonostante sia nel Comune di Reggello dipende, per evidente vicinanza geografica, dalla propositura di Santa Maria Immacolata di Rignano sull'Arno.

## Storia e descrizione
Dell'edificio esistono notizie già nel 1260 e sappiamo che apparteneva al piviere di Rignano. Ancora nel 1564 la chiesa non era stata consacrata, né aveva un cimitero annesso, come risulta dalla visita pastorale dell'allora vescovo Pietro Camaiani. Comunque non si provvide alla consacrazione subito ma solo nel 1580, forse alla conclusione di qualche intervento anche decorativo, dato che nella visita ricordata la pala che esisteva non venne apprezzata e si esprime la necessità di un nuovo ciborio. La chiesa subì interventi di restauro nel 1733 che aggiornarono anche la decorazione, poi nel 1877, quando venne ampliato il presbiterio e presumibilmente eliminati gli ornamenti settecenteschi, e infine nel 1948 quando venne ridotta allo stato attuale la facciata, tanto che oggi ben poco traspare della sua antica struttura.
La chiesa ospita pregevoli opere d'arte: nell'unica navata sono collocati, a destra la tavola con la Vergine Assunta e i santi Giovanni Evangelista, Francesco, Girolamo e Giovanni Battista, di Girolamo Macchietti e aiuti di bottega (1577-1578), corrispondente probabilmente con quella descritta dal Borghini nella cappella del fiorentino Palazzo di Giovanni Conti poi di Jacopo Salviati. A sinistra è invece una pala di Domenico Buti raffigurante San Michele Arcangelo e i SS. Clemente papa e Girolamo (ultimo quarto del XVI secolo) forse ridipinta all'inizio dell'Ottocento con l'aggiunta del triregno e del manto del santo a sinistra al fine di creare una immagine di San Clemente. La tavola era forse completata dalla cimasa con l'Incoronazione della Vergine conservata anch'essa in chiesa.
Nel 1822 furono collocate in chiesa due importanti sculture quattrocentesche: un bassorilievo in marmo che raffigura la Madonna col Bambino di Antonio Rossellino e una coppia di Angeli reggicandelabro, sempre in marmo, di Mino da Fiesole. 
Fra i dipinti meritano una citazione anche un tabernacolo con Cristo risorto nello sportello attribuito a Giovanni del Brina, una Sacra famiglia di scuola toscana del XVIII secolo, un frammento di polittico della scuola di Agnolo Gaddi inserito in una mostra del XVI secolo.